# 李强 (1968年)
李强（1968年11月—），男，汉族，中华人民共和国政治人物。1998年加入中国共产党，1992年参加工作。

## 生平
李强长期在沈阳市任职，曾任中共沈北新区党委副书记、区长，沈阳市和平区委副书记、区长，沈阳市和平区委书记，中共沈阳市委常委、秘书长。2021年转任中共营口市党委书记，并于同年兼任同市人大常委会主任。2024年3月，升任辽宁省人民政府副省长。